# Lena and the Geese
Lena and the Geese è un cortometraggio muto del 1912 diretto da D.W. Griffith.

## Trama
Per imperscrutabili motivi di ragion di stato, l'infante reale, una fanciullina ancora in fasce, viene allontanata da corte ed affidata alla contadina Gretchen, nella cui dimora vive e cresce, assieme alla sua coetanea Lena, figlia di Gretchen, fino a che entrambe raggiungono la maggiore età. A quel punto la regina, sul letto di morte, vuole reintegrare la figlia nella famiglia e nell'ambiente reale: una delegazione si reca da Gretchen, ma questa consegna non la principessa, ma la sua propria figlia.
Lena, che nel suo originario ambiente rurale era affascinata non tanto dai cigni della sua assonante Leda della mitologia greca, quanto dalle oche della fattoria, non riesce ad adattarsi all'etichetta di corte: fugge e ritorna dalla madre. Alla fine lo scambio di persona viene chiarito, e mentre Lena torna dai propri palmipedi preferiti, la vera principessa torna a corte, e, alla morte della madre, ne assume la corona; e non pare – sempre per motivi imperscrutabili – trovare difficoltà alcuna nell'adattarsi al suo nuovo ruolo: il sangue non è acqua.

## Produzione
Il film fu prodotto dalla Biograph Company con il titolo di lavorazione The Goose Girl.

## Distribuzione
Distribuito dalla General Film Company, il film - un cortometraggio di una bobina - uscì nelle sale cinematografiche statunitensi il 17 giugno 1912.
Copie della pellicola sono conservate in collezioni private.